# Léon Walpot
Leo (Léon) Walpot (Antwerpen, 17 april 1858 – Elsene, 24 juli 1928) was een Belgisch componist, dirigent en klarinettist.

## Levensloop
Hij was zoon van Carolus Josephus Walpot en Anna Maria Stallaerts.   Hijzelf trouwde in 1883 als muzikant uit 1858 met kleermaakster Rosalia Van de Velden.  In 1881 werd dochter Anna Francisca Walpot geboren; Leo was toen 23 jaar.
Walpot deed zijn muziekstudies aan het Koninklijk Vlaams Conservatorium van Antwerpen: notenleer, piano, klarinet en viool. Harmonie studeerde hij bij Joseph Huybrechts (1849-1907), contrapunt bij Hendrik Waelput (1845-1885) en orkestratie bij Peter Benoit.
Hij werd dirigent van het orkest van de Antwerpse Scala, waar vooral operettes werden uitgevoerd. 
Tijdens zijn dienst in de militaire muziekkapellen zette hij zijn studies in Brussel voort. Aan het Koninklijk Conservatorium te Brussel behaalde hij in 1889 een eerste prijs klarinet in de klas van Gustav Poncelet. Hij was achtereenvolgens klarinettist bij het 7e Linieregiment (1879), het 5e Linieregiment (1883) en het 3e Gidsen Regiment.
In 1887 werd hij kapelmeester van een muziekkapel in Bergen en in later in 1887 bij het 3e Lansiers Regiment te Brugge. Verder werd hij in 1897 dirigent van het Linieregiment en ten slotte van 1900 tot 1918 was hij dirigent van het Groot Harmonieorkest van de Belgische Gidsen in Brussel.
In 1900 werd hij dirigent van de Koninklijke Harmonie in Aalst. Verder was hij dirigent van de Koninklijke Harmonie in Erembodegem en van de Fanfare Sint Cecilia in dezelfde plaats. Van 1901 tot 1908 was hij ook dirigent van de Koninklijke Harmonie "De Katholieke Gilde", Asse.
Als componist schreef hij feestelijke cantates voor koor en harmonieorkest. In 1905 werd zijn Hiels cantate met het Groot Harmonieorkest van de Belgische Gidsen en 2000 zingende kinderen op de Grote Markt van Brussel uitgevoerd.
In 1917 raakte hij gewond (grand invalide de guerre) tijdens een aanrijding met een motorrijder, waardoor hij invalide werd en steeds minder kon werken. Volgens Roquet overleed hij als gevolg van een beenamputatie. 

## Composities

### Werken voor harmonieorkest (met koor)
- Cantate Patriotique, voor gemengd koor en harmonieorkest
- Hiels cantate, voor gemengd koor en harmonieorkest
- La trompette amoureuse, voor harmonieorkest
- Unie mars, voor harmonieorkest

### Muziektheater

#### Opera's
- De Moeder

### Werken voor koren
- Union et Patrie, patriottisch lied voor gemengd koor

### Kamermuziek
- Karakteristieke dans, voor klarinetten, saxofoons, fagotten en basklarinetten

- MusicBrainz: 337278bf-cb82-46e3-830e-c6544c098796
- Virtual International Authority File: 9321152744553727850009